# Hodag

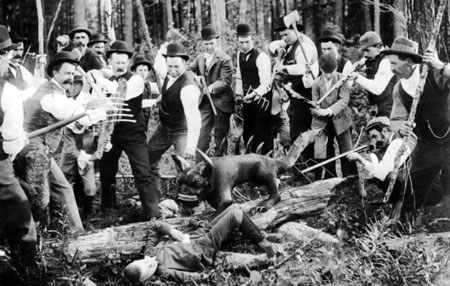
Hodag "capturado" por Eugene Shepard, 1893

No folclore americano, o hodag é uma criatura temível que parece um grande carnívoro com cornos de touro com uma fila de espinhos curvados e grossos pelas suas costas. Diz-se que o hodag nasceu das cinzas de um boi cremado, como a encarnação da acumulação do abuso que os animais tinham sofrido nas mãos dos seus mestres. A história do hodag está fortemente ligada com Rhinelander, Wisconsin, onde se diz que foi descoberto. O hodag apareceu proeminentemente nas histórias iniciais de Paul Bunyan.

## Origens

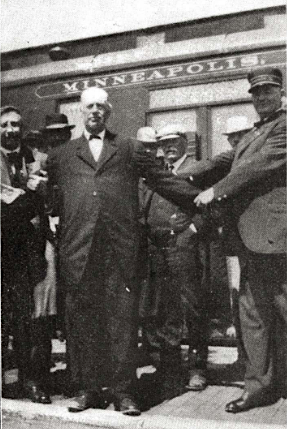
E. S. Shepard, c. 1915

Em 1893, os jornais relataram a descoberta de um hodag em Rhinelander, Wisconsin. Os artigos alegavam que o hodag tinha "a cabeça de um sapo, a cara sorridente de um elefante gigante, pequenas e grossas pernas com grandes garras, as costas de um dinossauro, e uma longa cauda com lanças no fim". Os relatos foram instigados pelo conhecido topógrafo, cruzador de madeira e travesso de Wisconsin, Eugene Shepard, que juntou um grupo de pessoas locais para capturar o animal. O grupo relatou que precisaram de usar dinamite para matar a besta.
Fotografias dos restos da besta queimada foram lançadas aos mídia. Era "o monstro mais feroz, estranho e assustador que já pôs as suas afiadas garras na terra. Tornou-se extinto depois da sua principal fonte de comida, todos os bulldogs brancos, se tornarem escassos na área."

## Fraude

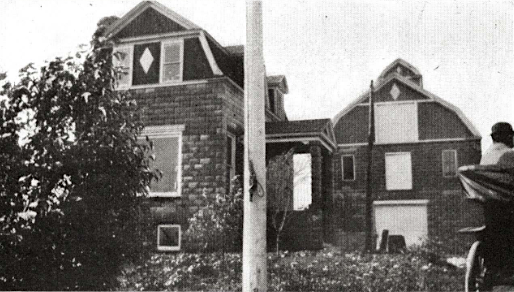
Residência de E. S. Shepard em Rhinelander, Wisconsin, o covil está à direita onde ele mantinha o Hodag.

Shepard alegou que capturou outro hodag em 1896, e este foi capturado vivo. Segundo os relatos de Shepard, ele e outros lutadores de ursos colocaram clorofórmio no fim de uma vara longa, que colocaram depois na gruta da criatura onde foi dominada.
Eles mostrou este hodag na primeira feira do Condado de Oneida. Centenas de pessoas vieram ver o hodag à feira ou à exibição de Shepard num barraco na sua casa. Tendo cabos ligados a ela, Shepard ocasionalmente movia a criatura, que levava os já assustados espectadores a fugirem da exibição.

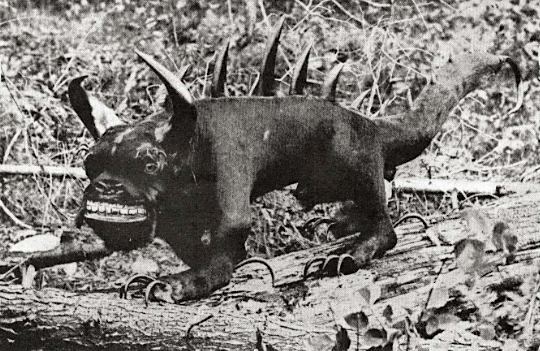
O Hodag

Como os jornais localmente, estadualmente, e depois nacionalmente começaram a pegar na história de uma aparente criatura notável viva, um pequeno grupo de cientistas do Smithsonian Institution em Washington, D.C. anunciaram que iriam até Rhinelander para inspecionar a aparente descoberta. O seu mero anúncio ditou o fim, pois Shepard foi então forçado a admitir que o hodag era uma fraude.

## Legado

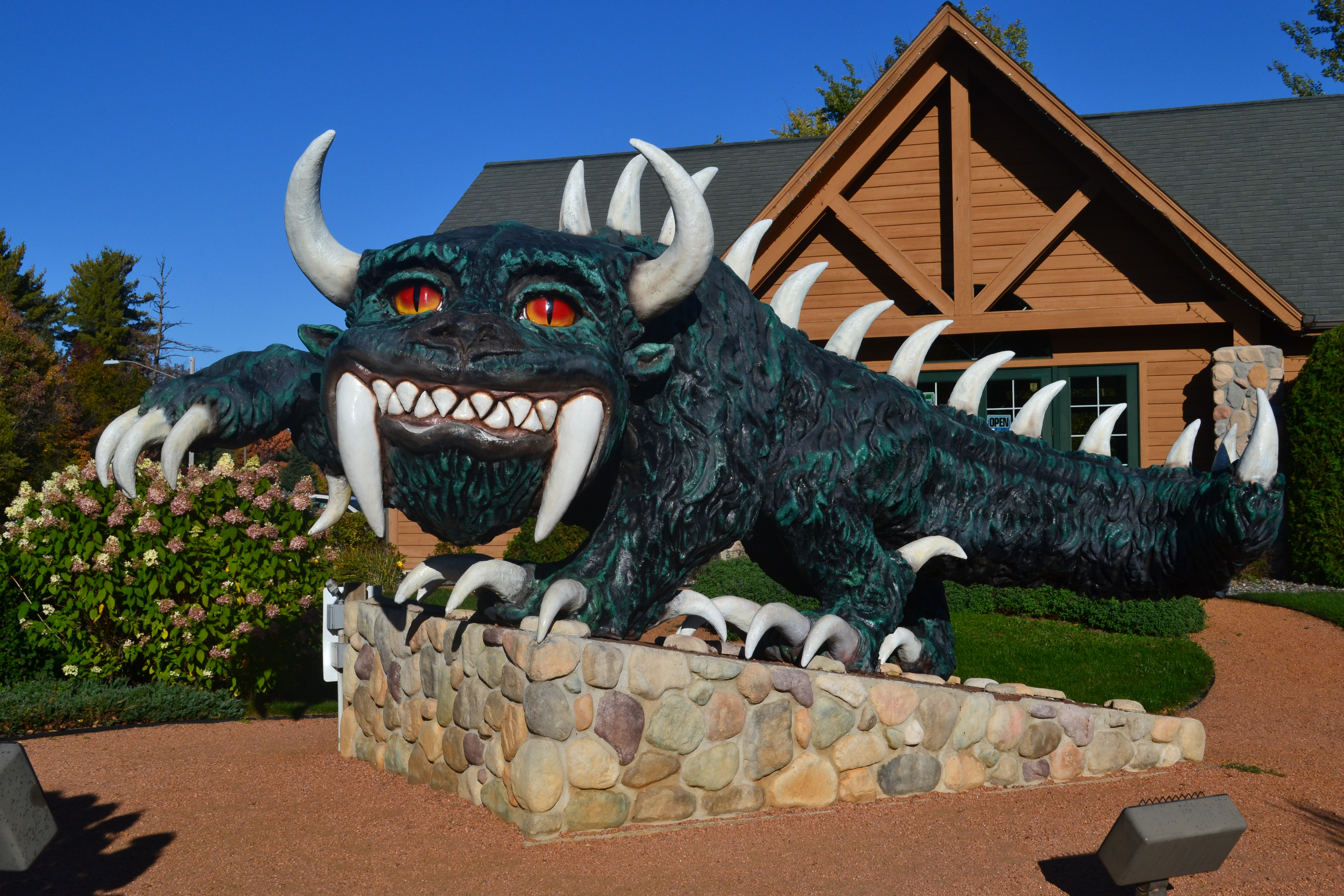
A estátua hodag na frente da câmara do comércio de Rhinelander.

O hodag tornou-se o símbolo oficial de Rhinelander, Wisconsin. É a mascote da Secundária de Rhinelander, e deu nome a vários negócios e organizações da área, incluindo o festival de música anual, Hodag Country Festival. O website da cidade de Rhinelander chamada a cidade de "A Casa do Hodag". Uma escultura de fibra de vidro de um hodag, criada por Tracy Goberville, uma artista local, reside na Área da Câmara do Comércio de Rhinelander ondez traz centenas de visitantes todos os anos. A Arena de Gelo de Rhinelander tem dois hodags, um é uma criatura de corpo inteiro dentro da entrada, e a outra é uma cabeça de grandes dimensões que deita fumo e tem olhos vermelhos que acendem, localizada no canto fora do gelo e que foi criada também por Tracy Goberville.